# El gran dictat
El gran dictat va ser un concurs de TV3 (Televisió de Catalunya) presentat per Òscar Dalmau i que combinava els coneixements lingüístics i l'entreteniment. Els continguts del programa incloïen des de barbarismes fins als darrers anglicismes, tecnicismes o el llenguatge col·loquial que està incorporant el català.

## Història
El programa s'inicià el setembre del 2009 i s'emetia durant els migdies del cap de setmana. La temporada 2011 – 2012 va passar a emetre's els migdies dels dies laborables i va aconseguir el 14,6% de quota d'audiència. Per la temporada 2012 – 2013 va emetre's a les 20:20 h del vespre, abans del Telenotícies del vespre, i va obtenir un 9,6% de quota.
L'estiu de 2013 va emetre una versió especial amb la participació de famosos, titulat El gran gran dictat, un format que ja es va provar el Nadal de 2012. El famós guanyador destinava el premi a l'ONG que desitgés. El Nadal del mateix any també va emetre una edició especial del concurs entre els millors concursants de la història del concurs titulat La gran lliga del gran dictat.
El desembre del 2016, després de diversos programes especials incloent-ne un amb els protagonistes de la sèrie Merlí, el programa cessa d'emetre's per deixar pas a un nou concurs presentat per l'Ares Teixidó, anomenat Tot o res. Des de la cadena pública al·leguen la davallada d'audiència i fatiga del format per justificar la seva fi.

## Proves del concurs
1. L'altra definició: Hi participen els tres concursants. L'Òscar llegeix una definició sui generis d'una paraula. Diu també el nombre de lletres que té i la lletra per la qual comença. El concursant que sàpiga la resposta prem el polsador. Hi ha rebot. Cada encert val 10 punts.
2. La paraula mal-dita: També hi participen els tres concursants al mateix temps. El presentador llegeix un barbarisme i diu la inicial i el nombre de lletres de la paraula correcta. El concursant que prem el polsador primer pot respondre. Si s'equivoca, hi ha rebot. Cada encert val 10 punts.
3. El diccionari il·lustrat: Els tres concursants hi participen de manera individual. És una prova que consisteix a associar un nombre d'imatges (dues o tres) i deduir una paraula que les relaciona entre si en 60 segons. El concursant disposa de deu lletres desordenades, algunes de les quals formen la paraula en qüestió. Cada concursant ha de resoldre tres enigmes d'aquest tipus. Cada encert val 20 punts.
4. La frase desfeta: Els concursants també hi participen de forma individual. A la pantalla hi apareix una frase dita per algun personatge famós, totalment desordenada. En 40 segons, el concursant ha d'aconseguir construir-la correctament. Si ho aconsegueix, suma 20 punts al seu marcador.
5. L'ofegat: Aquesta prova és l'actualització d'un clàssic de tota la vida: el joc del penjat. Cada concursant disposa de l'alfabet complet per completar dues paraules. Ho ha de fer en menys de seixanta segons i amb un màxim de sis errors, abans que el porquet s'ofegui. Cada encert suma 20 punts.
6. La paraula amagada: Aquesta prova consisteix a fer un anagrama; és a dir, cal trobar una paraula que tingui les mateixes lletres però en un altre ordre que la que ha dit l'Òscar prèviament; això sí, amb l'ajuda d'una definició. Cada concursant juga individualment i té la possibilitat de construir 4 paraules durant 60 segons. Cada resposta encertada val 20 punts.
7. La doble pregunta: És la prova més temuda pels concursants, perquè és la que demana més concentració i agilitat mental. Juguen individualment. L'Òscar fa una pregunta i, a continuació, dona una pista. El concursant ha de buscar una paraula relacionada amb aquesta pista per trobar la resposta. Cada concursant té la possibilitat de respondre 3 enigmes durant 60 segons. Cada resposta encertada val 20 punts.
8. Està cantat: Prova musical del programa. Hi participen els tres concursants fent ús dels polsadors. Sonaran dues cançons i quan la música s'aturi, el concursant que premi primer el polsador ha de dir la paraula que va a continuació d'on s'ha quedat la melodia. En cas d'error, hi ha rebot. Cada encert val 20 punts.
9. Lletra a lletra: Aquesta és la darrera oportunitat per passar a "El gran dictat". Cada concursant ha de lletrejar correctament el màxim de paraules possible en 60 segons. Cada paraula lletrejada correctament val 10 punts. El record el té en Julià Hidalgo amb 24 paraules[6] (l'anterior era de na Jenny Suk amb 22).
10. El gran dictat: És la gran prova final. Hi participen els dos concursants que han sumat més punts a les quatre proves anteriors. S'enfronten en aquest dictat de 15 paraules, distribuïdes en 5 nivells, amb un total de 1.000 € escrivint-les totes correctament. A mesura que se supera un nivell, augmenten les dificultats i el valor de les respostes. Primer nivell: 5 paraules a 15 euros per resposta. Segon nivell: Quatre paraules a 25 euros. Tercer nivell: Tres paraules a 75 euros. Quart nivell: Dues paraules a 150 euros. Cinquè nivell: Una paraula a 300 euros. A més, en aquesta prova hi ha l'important al·licient de jugar per un valuós pot que va acumulant euros al llarg de cada programa, i que únicament s'endurà aquell concursant que escrigui correctament les quinze paraules proposades.[1]

## Altres formats
L'èxit del format televisiu del programa va fer que l'abril de l'any 2010 es publiqués el llibre amb proves i exercicis que imiten el programa. El llibre ha estat publicat per Columna Edicions. A més, la Televisió de Catalunya habilità el joc per a Internet, telèfon mòbil i tauletes.

## Concursants amb més participacions
Llista dels concursants amb més programes consecutius (actualitzada l'octubre del 2015).
| # | Concursant     | Programes | Data       |
| - | -------------- | --------- | ---------- |
| 1 | Marcel Arias   | 88        | 08/07/2015 |
| 2 | David Chivite  | 66        | 30/05/2016 |
| 3 | Pau Sabaté     | 57        | 23/12/2014 |
| 4 | Jenny Suk      | 35        | 12/11/2015 |
| 4 | Julià Hidalgo  | 35        | 15/07/2016 |
| 6 | Albert Pitarch | 33        | 23/12/2016 |
| 7 | Irene Puig     | 26        | 31/10/2016 |
| 8 | J.M. Paños     | 25        | 17/09/2015 |

## Premis destacats
Llista dels guanyadors del pot del programa
| #  | Concursant            | Import   | Data       |
| -- | --------------------- | -------- | ---------- |
| 1  | Marcel Arias          | 98.070 € | 08/07/2015 |
| 2  | Lluís Garcia Petit    | 92.680 € | 26/11/2014 |
| 3  | Julià Hidalgo         | 77.105 € | 15/07/2016 |
| 4  | Josep de Mateu Gatell | 72.990 € | 29/09/2011 |
| 5  | Gerard Alonso         | 66.120 € | 16/05/2013 |
| 6  | Francesc Rossell      | 61.680 € | 02/07/2012 |
| 7  | Maria Mercè Estévez   | 49.610 € | 11/07/2010 |
| 8  | Jenny Suk             | 41.005 € | 13/11/2015 |
| 9  | Pau Sabaté            | 39.375 € | 23/12/2014 |
| 10 | Ricard de Clascà      | 32.655 € | 25/10/2013 |
| 11 | Roger Batalla         | 31.725 € | 01/12/2016 |
| 12 | Jordi Girard          | 30.605 € | 23/12/2011 |